# Museo Arqueológico de Esparta
El Museo Arqueológico de Esparta es uno de los museos más antiguos de Grecia. Alberga una serie de objetos arqueológicos procedentes principalmente de la antigua Esparta, pero también de otros lugares de Laconia.

## Historia del museo
Una primera colección arqueológica de Esparta fue creada en 1833 y alojada en una iglesia de Agios Pantaleón, pero fue destruida por un incendio. Posteriormente, en 1872, el arqueólogo Panagiotis Stamatakis reunió otra serie de hallazgos arqueológicos que formaron el núcleo original del museo. Así pues, entre 1974 y 1976 se construyó un edificio para albergarlos. Por el aumento de los hallazgos en las excavaciones de la zona, el edificio original tuvo que ampliarse entre 1905 y 1908 y otra vez en 1936. Durante la Segunda Guerra Mundial los objetos del museo se trasladaron a un escondite para evitar posibles daños o saqueos. Tras algunas reformas que tuvieron lugar en la segunda mitad del siglo XX, el número creciente de hallazgos ha creado la necesidad de construir un nuevo museo en otra área. 
En 1997 se creó la Fundación de Amigos del Museo Arqueológico de Esparta.

## Colecciones
El museo contiene una colección de objetos pertenecientes a épocas comprendidas entre el periodo neolítico y la época romana procedentes de Esparta y de otras zonas de Laconia. Entre ellos destacan los procedentes de los santuarios de la antigua ciudad de Esparta.
De la prehistoria se exhiben hallazgos procedentes de varios yacimientos arqueológicos, como los de Epidauro Limera, Geraki, Melatria, Peristeri, Angelona y Amiclas. Destacan particularmente los de la necrópolis micénica de Pelana.
Por otra parte, hay muchas ofrendas votivas de varias épocas históricas del santuario de Artemisa Ortia, entre las que se encuentran una serie de columnas con inscripciones de época romana con los nombres de los vencedores de competiciones que se desarrollaban en el santuario, figurillas realizadas con marfil, piedra, terracota o metal y unas singulares máscaras que probablemente son imitaciones de otras máscaras de madera o de piel que se usaban durante los rituales en honor de la diosa. Otras ofrendas votivas proceden del Menelaion y de los santuarios de Atenea y Apolo. Por otra parte, son destacables una serie de grandes ánforas usadas para enterramientos.
Hay también numerosas esculturas y sarcófagos, la mayoría de ellas de época romana, así como mosaicos de los periodos helenístico y romano. En algunos mosaicos se representan escenas mitológicas como la decapitación de Medusa, la estancia de Aquiles en Esciros y hay otro con la representación de la diosa Afrodita.
También son destacables los elementos arquitectónicos procedentes del santuario de Apolo de Amiclas, donde también se adoraba a Jacinto. Entre las esculturas, sobresale una de un guerrero espartano, otra de Ilitía y una cabeza de Hera o de Helena.

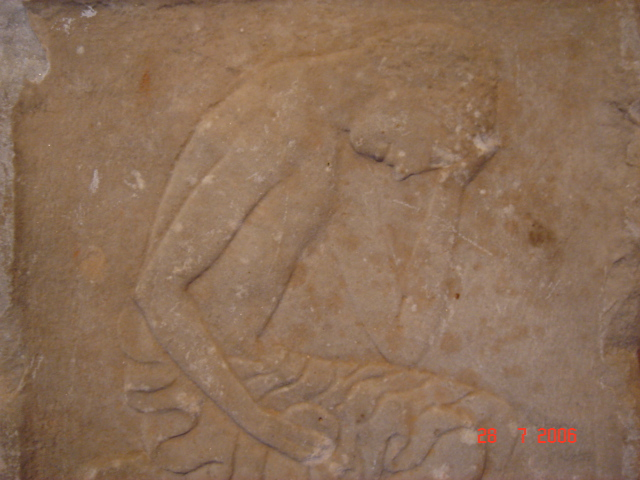
Relieve con la representación de un adolescente procedente de Geraki, del siglo VI a. C.
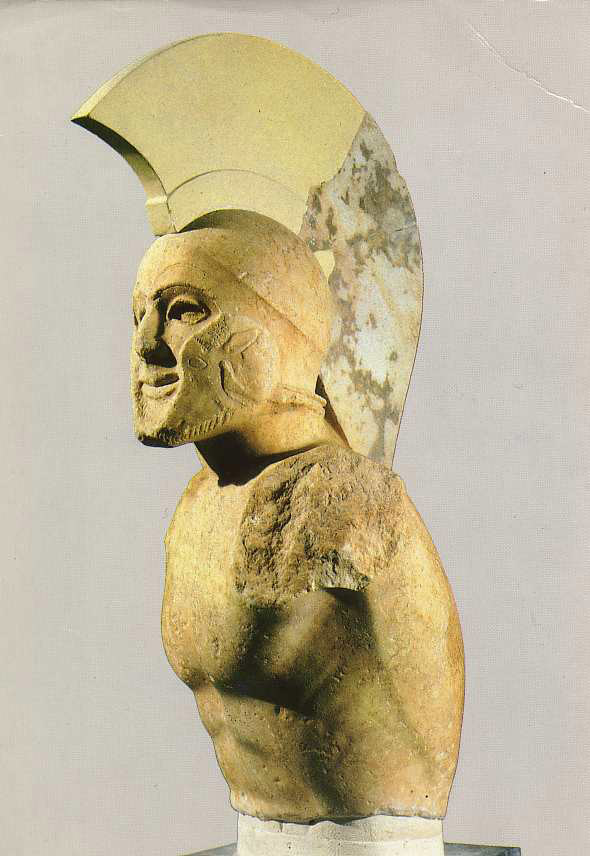
Estatua de guerrero espartano.
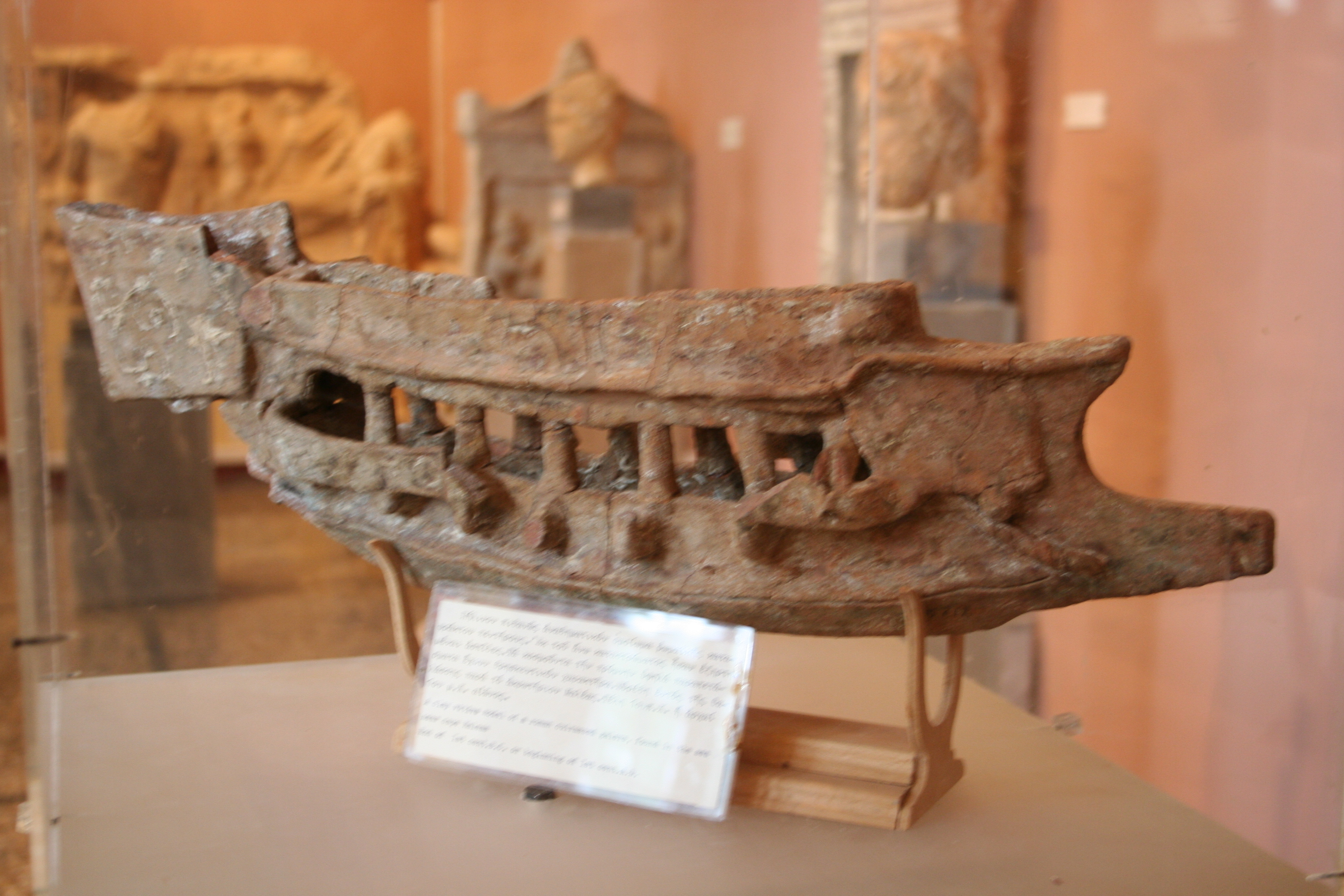
Trirreme de terracota.